# Мариупольский городской сад
Городско́й сад города Мариуполь — центральный парк культуры и отдыха (в послевоенное время официальное название — Детский ЦПКиО), основан в 1863 году на, тогда ещё южной, окраине города. Расположен в Центральном районе Мариуполя, ограничен проспектом Металлургов, улицей Семенишина и крутым склоном у Слободки.
В городском саду расположены 3 памятника:
- Лётчикам-героям Великой Отечественной войны Семенишину и Лавицкому.
- Героям Гражданской Войны («Пушка»).
- Памятник героям Великой Отечественной войны.

На территории Горсада расположен летний кинотеатр, городской дворец пионеров, дворец спорта «Спартак» и др. В саду также находятся небольшой макет-водоём Чёрного и Азовского морей.